# Метасома (морфологія)

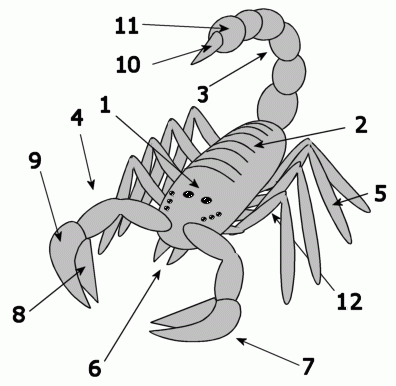
Анатомія скорпіона: 1 — просома; 2 — мезосома; 3 — метасома

Метасома стебельчасточеревних перетинчастокрилих

Метасома (лат. metasoma) — задній відділ тіла (тагма) членистоногих.
У перетинчастокрилих з підряду стебельчасточеревних (ос, бджіл, мурашок) на стадії імаго і лялечки метасомою називають відділ тіла, що утворюється злиттям другого черевного сегмента (стебельця, петіоля) і задніх абдомінальних сегментів (власне черевця). В мурах у складі цієї тагми іноді виділяють постпетіоль. Перший абдомінальний сегмент (проподеум) входить до складу задньогрудей (тобто зливається з мезосомою).
У скорпіонів метасомою є хвостова частина тіла (постабдомен), яка закінчується тельсоном з отруйною голкою. Відділ, що складається з шести сегментів метасоми (XIV—XIX) в старій літературі позначався як «задньочеревце». У мечохвостів і скорпіонів мезосома зливається з метасомою, формуючи опістосому.